# Gara Alba Iulia
Gara Alba Iulia este stația de cale ferată care deservește municipiul Alba Iulia. Edificiul a fost construit în anul 1868, în stil romantic (istorism), odată cu linia de cale ferată Arad-Alba Iulia, prima cale ferată din Transilvania.